# Thysanoidma octalis
Thysanoidma octalis is een vlinder uit de familie van de grasmotten (Crambidae). De wetenschappelijke naam van de soort is voor het eerst gepubliceerd in 1891 door George Francis Hampson.
De soort komt voor in India en Taiwan.